# Stade des Alpes

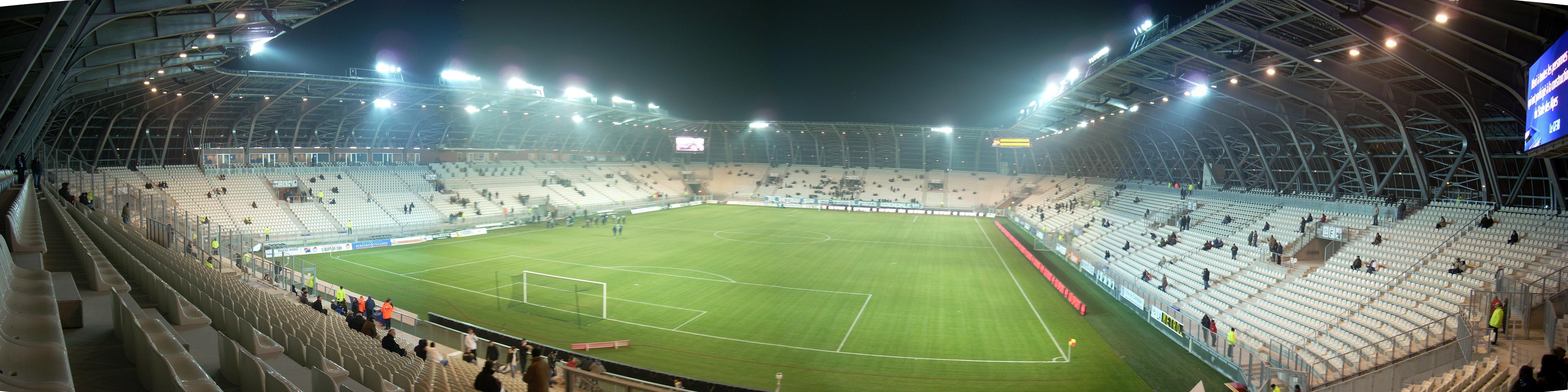
Stade des Alpes

Stade des Alpes är en fotbollsarena i Grenoble, Frankrike. Den är hemmaarena för laget Grenoble Foot 38 och rymmer 20 068 åskådare. Den kostade 88 miljoner euro att bygga och öppnade 2008, då den ersatte den tidigare stadion Stade Lesdiguières.